# Satu Rautiainen
Satu Rautiainen (* als Satu Annila am 19. März 1988) ist eine finnische Biathletin und vormalige Skilangläuferin.
Satu Rautiainen startet für das Vuokatti Ski Team Kainuu und den Verein Äänekosken Urheilijat. Zunächst war sie im Skilanglauf aktiv. Hier gab sie ihr internationales Debüt beim European Youth Olympic Festival 2005 in Monthey, wo sie Siebte des Freistil-Sprints, Neunte über 5 Kilometer Klassisch und 16. über 7,5 Kilometer Freistil wurde. Ein Jahr später startete sie bei den Nordischen Juniorenweltmeisterschaften in Kranj und wurde 44. der Doppelverfolgung und 34. der Freistil-Sprintqualifikation. Ende 2006 folgte das Debüt im Scandinavian Cup, wo sie sich schnell auf Top-30-Platzierungen vorarbeiten konnte. 2007 startete sie in Tarvisio erneut bei den Nordischen Juniorenweltmeisterschaften und wurde 16. des Klassik-Sprints, 34. über 5 Kilometer Freistil und 47. der Verfolgung. Zum dritten und letzten Mal nahm Rautiainen in Mals an Nordischen Juniorenweltmeisterschaften teil und gewann mit Johanna Heinänen, Kerttu Niskanen und Krista Lähteenmäki die Bronzemedaille im Staffelrennen. Zudem wurde sie Elfte über 5 Kilometer Klassisch, 19. des Freistil-Sprints und beendete das 10-Kilometer-Freistilrennen nicht. Neben den Juniorenweltmeisterschaften lief sie bis 2008 nur Rennen im Scandinavian Cup sowie FIS-Rennen. In Kuusamo konnte sie 2008 ihr Debüt im Skilanglauf-Weltcup geben und in einem Klassik-Sprint 64. werden. Bis Ende der Saison folgten zwei weiteren Weltcuprennen, Rang 59 über 10 Kilometer Freistil in Lahti wurde ihr bestes Resultat in der höchsten Rennserie. Bis 2012 folgten nur noch Rennen auf regionaler Ebene und im Scandinavian Cup, ohne dass Rautiainen dabei nennenswerte Resultate erreichte.
Zur Saison 2012/13 wechselte Rautiainen unter Anleitung des früheren Nationaltrainers Asko Nuutinen zum Biathlonsport. Im November 2012 lief sie in Kontiolahti ihr erstes international besetztes Biathlonrennen und wurde Sechste. Sie bestritt ihr erstes reguläres internationales Rennen 2013 im Rahmen des IBU-Cups in Otepää und wurde 61. des Sprints. In Ostrow erreichte sie mit Rang 46 in einem Sprint ihr bislang bestes Resultat in der zweithöchsten internationalen Rennserie des Biathlonsports. Es folgte die erste Teilnahme an internationalen Meisterschaften, den Europameisterschaften 2013 in Bansko. Hier wurde sie 36. des Einzels und trat trotz Meldung nicht im Sprintrennen an.

## Belege
1. ↑  https://www.fis-ski.com/DB/general/athlete-biography.html?sectorcode=cc&competitorid=111685&type=result
2. ↑  http://medias1.fis-ski.com/pdf/2007/CC/2436/2007CC2436RL.pdf
3. ↑  Resultate International Biathlon GP Competition - Kontiolahti

| Personendaten    | Personendaten        |
| ---------------- | -------------------- |
| NAME             | Rautiainen, Satu     |
| ALTERNATIVNAMEN  | Annila, Satu         |
| KURZBESCHREIBUNG | finnische Biathletin |
| GEBURTSDATUM     | 19. März 1988        |